# Roc de Nou Creus
Le Roc de Nou Creus (en français : Roc des Neuf Croix), situé à Céret dans les Pyrénées-Orientales, est une paroi rocheuse comportant un ensemble de gravures rupestres datant du néolithique.

## Situation
Le Roc de Nou Creus est situé au-dessus de la ville, un peu en-dessous au sud-ouest du Pic de Garces. Après avoir pris la route menant au Pic de Fontfrède puis avoir bifurqué vers celle en direction du Mas de l'Arnau et du Mas Querol, un ancien chemin de muletier se dirigeant vers le Còrrec de l'Arnau en contrebas y mène directement en quelques minutes. La paroi rocheuse est située à une altitude approximative de 490 m.

## Description
Ce rocher long d'une quinzaine de mètres pour une hauteur de 2,50 mètres présente au moins quarante-huit croix gravées pour la plupart d'époque dolmenique, ainsi que quelques croix datant du Moyen Âge. On trouve également quelques roches à cupules dans les environs. Les croix les plus anciennes sont très érodées et en majorité de type croix grecque. Les plus récentes sont beaucoup plus nettes et de type croix latine.

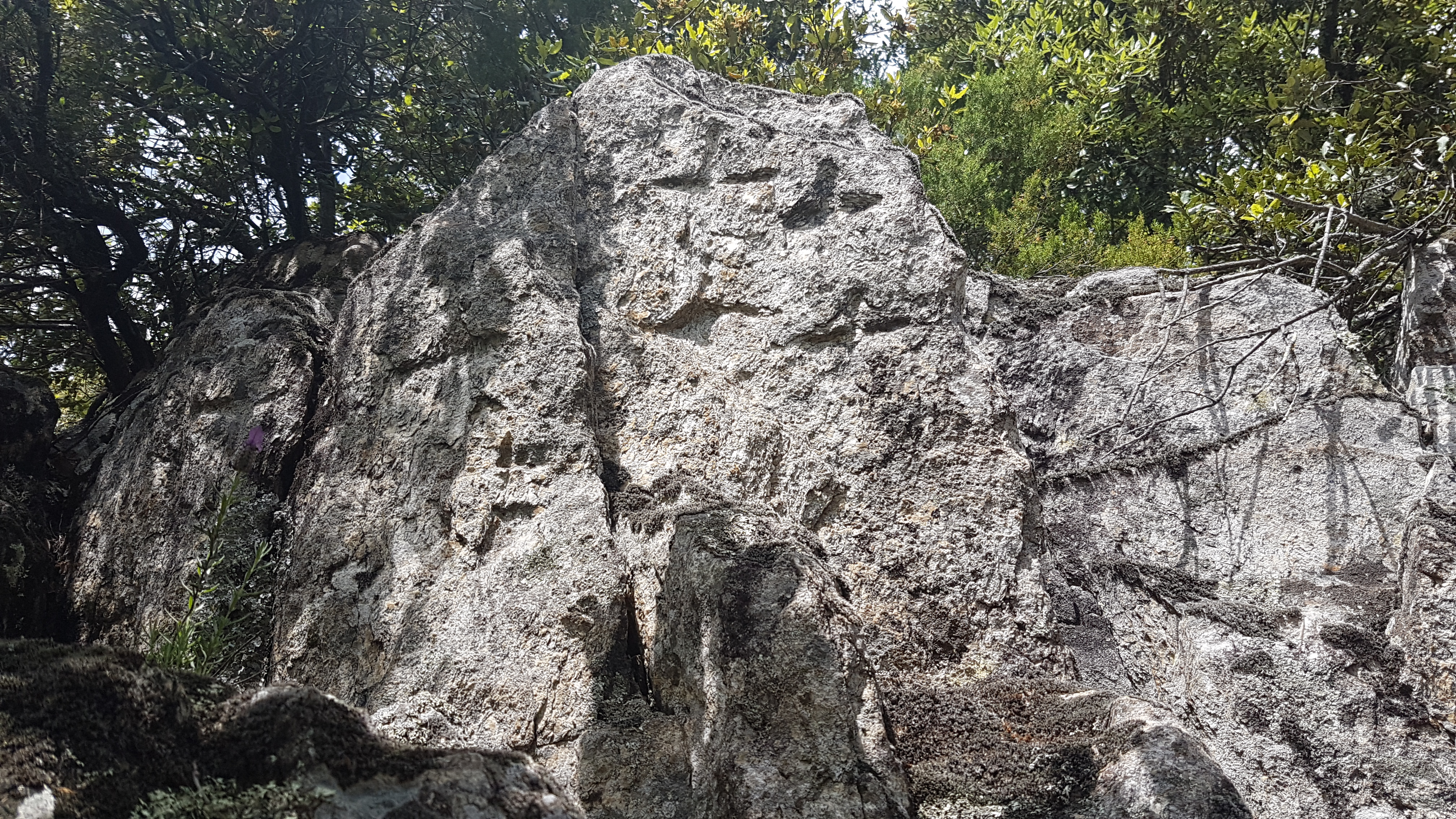
Une partie de la paroi.
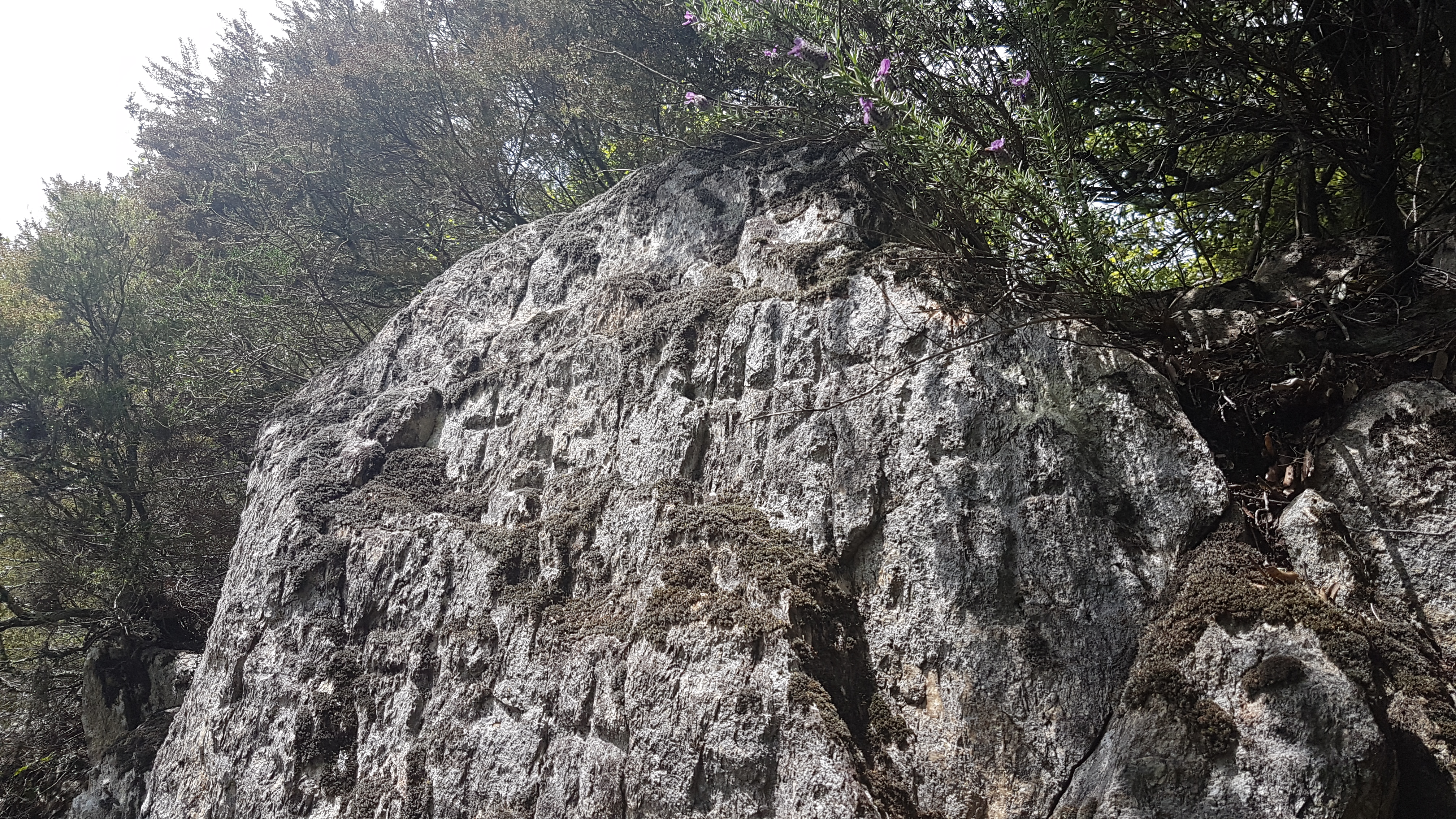
Une autre partie de la paroi.
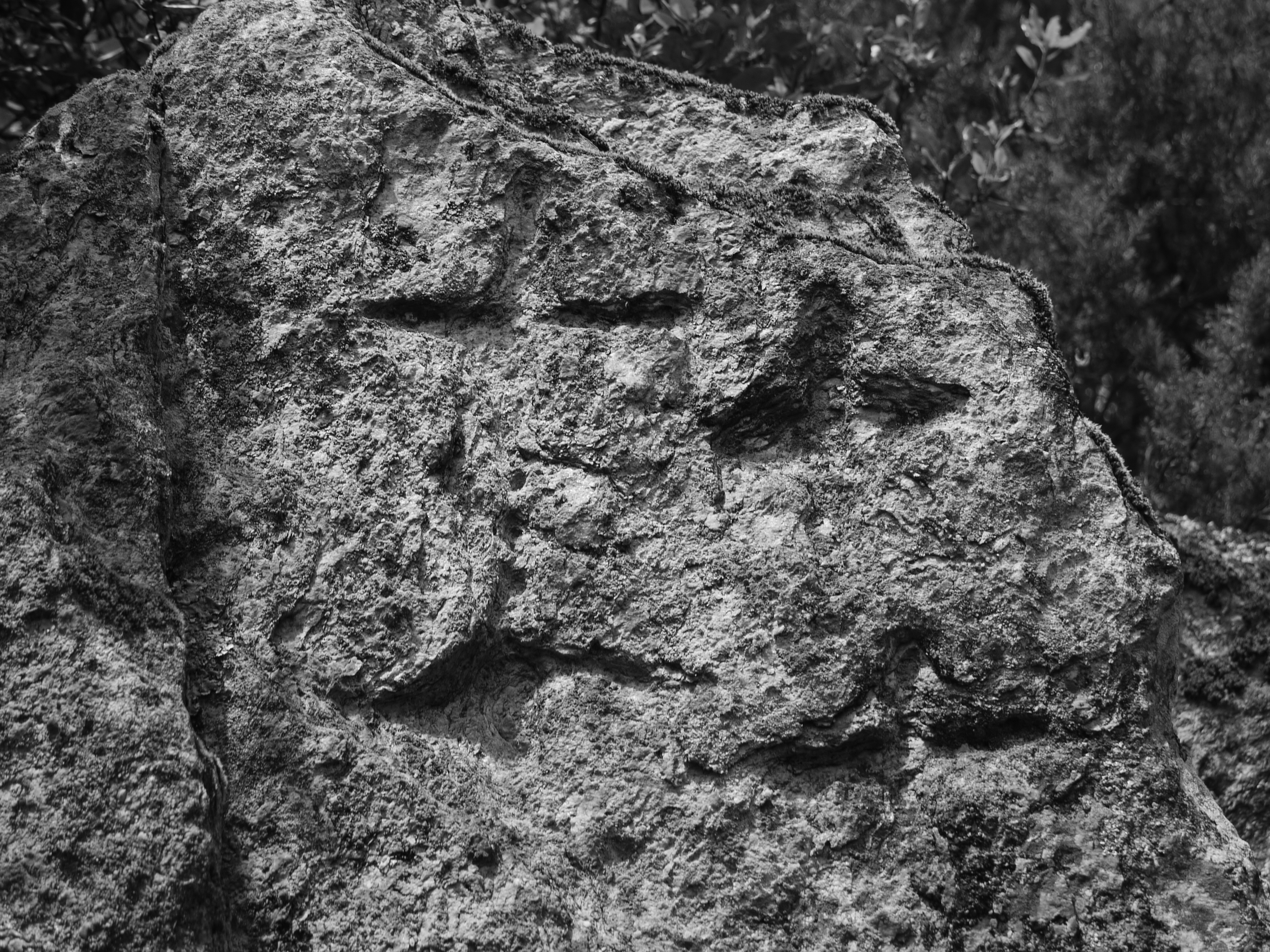
Croix anciennes.
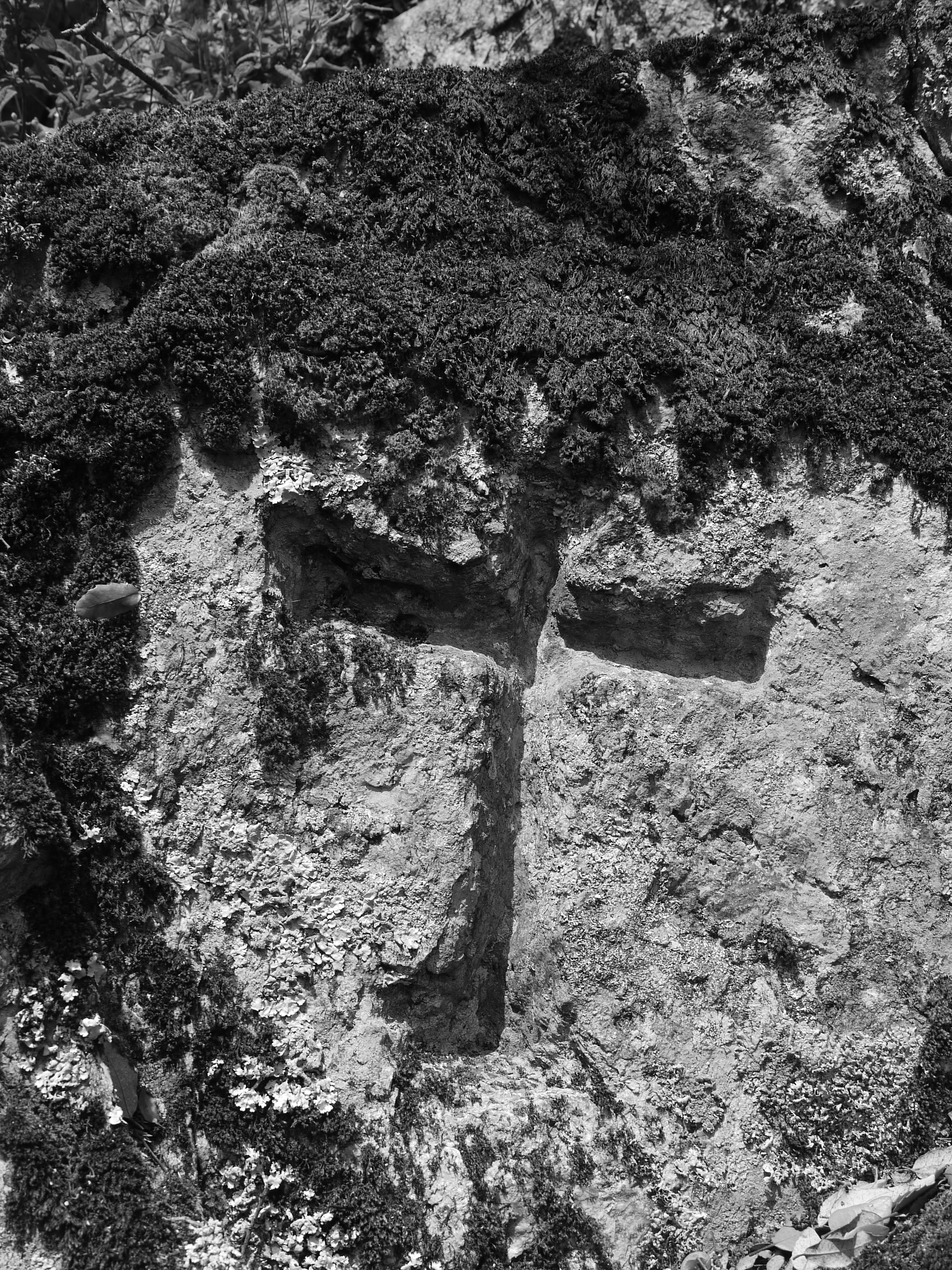
Une croix moderne.

## Légendes
La mémoire populaire a transmis deux légendes concernant l'origine supposée de ces croix. La première l'attribue au passage hypothétique du chevalier franc Roland dans les environs, ces croix étant les marques laissées par les fers de son cheval. Il aurait par ailleurs planté son épée à proximité, à Maçanet de Cabrenys, juste de l'autre côté de la frontière. La deuxième fait référence à un fait divers selon lequel une domestique du Mas Parer, situé un peu plus haut dans la montagne, aurait empoisonné neuf personnes en jetant une salamandre dans l'ouillade qu'elle avait cuisiné. En descendant les corps vers la ville, les porteurs se seraient arrêtés devant ce rocher pour y tracer neuf croix.